# Race Comunicação
Race Comunicação é uma agência de relações públicas sediada em São Paulo, Brasil. Fundada em 1999 por Rogério Artoni, também atua em comunicação interna, marketing digital e projetos específicos, como consultoria e treinamentos. Em 2023, era a 48ª maior agência de RP do Brasil e a 162ª maior do mundo.
A empresa opera no formato de boutique de comunicação, um termo que denota um modelo de serviço especializado e de alto contato, em contraste com as grandes holdings de comunicação que dominam o mercado em termos de escala. No Brasil, é a única filiada à Public Relations Global Network (PRGN), uma aliança internacional de agências de RP independentes.

## História
A agência foi fundada em 1999 por Rogério Artoni. Em seus primórdios, "Race" era um acrônimo para "Rogério Artoni Comunicação para o Esporte", visto que o modelo de negócios original era focado na prestação de serviços de assessoria de imprensa para o setor de automobilismo, atendendo categorias como a Fórmula Truck e a Stock Car. Em 2005, houve uma reorientação em direção ao setor corporativo.
Em 2016 e 2017, Artoni recebeu seu primeiro reconhecimento internacional significativo, sendo nomeado para o PRWeek Global Power Book, uma lista com os 350 melhores profissionais de RP do mundo. A agência também começou a acumular prêmios relevantes, vencendo seu primeiro Prêmio Aberje (Associação Brasileira de Comunicação Empresarial) em 2017 na categoria "Relacionamento com a Imprensa". Em 2018 e 2019, foi finalista no PRWeek Global Awards. Em 2018, 2019, 2020, a agência também recebeu o Troféu Jatobá na categoria "Assessoria de Imprensa e Relações com a Mídia", além de também ter conquistado os Prémios Lusófonos da Criatividade de 2023.